# جودی میشالسکا
جودی میشالسکا (انگلیسی: Jodie Michalska؛ زادهٔ ۲ سپتامبر ۱۹۸۶) بازیکن فوتبال اهل بریتانیا است.